# Джон Кукарямба
Джон Кукаря́мба (настоящее имя — Вадим, род. 4 июня 1971 года, Москва) — российский музыкант, перкуссионист.

## Биография
С 1996 года занимается перкуссией, осваивая всё больше инструментов. Владеет игрой на диджериду, шумовых и ударных инструментах, различных мелких духовых инструментах, этнических барабанах и всевозможных необычных предметах.
Джон Кукарямба — творческий псевдоним, взятый ещё в юности, фактически ставший именем и фамилией.
С 2000 года выступал на концертах и участвовал в записи альбомов группы «Рада и Терновник» «Холодные времена» (2000) и «Книга о жестокости женщин» (2001). Участвовал в концертных выступлениях Рады, «Дети Пикассо» (1999—2001 годы, в период работы над альбомом «Месяц Улыбок»), «Opкестра интуитивной музыки».
Является сооснователем и участником проекта «Регулярные Части Авантюристов», где впервые проявил себя, помимо работы с перкуссией, как бэк-вокалист
Одним из первых в России стал выступать в чайных этно-клубах в стиле интуитивного созвучия, который породил множество необычных групп, играющих в истинно импровизационном, этническом направлении. Одну из них — «Токэ-Ча» — Кукарямба и ещё два музыканта, Булат Гафаров и Борис Машков, основали в 2001 году. Коллектив стал известен широкой публике и продолжает развиваться по сей день.
Примерно с 2001 года Джон разносторонне проявляет себя в танцевально-музыкальном проекте Яна Бедермана — «Сойти с Ума», в дальнейшем известном как Оркестр интуитивной музыки, с которым много лет гастролирует по России и другим странам мира вплоть до своего ухода из группы в 2010 году.
С 2006 года работает в основанной им и Анной Benisato группе ЗмеиРадуга (в дальнейшем ZMEIRADUGA). Став фактическим лидером и вдохновителем этого проекта, развил коллектив до постоянно концертирующего и выпускающего альбомы, в том числе в виде музыкального приложения в стиле 3plet, участвующего музыкой в мультипликационных и документальных фильмах и компьютерных играх (одна из крупных работ — полное озвучивание и музыкальное оформление мультипликационного квеста Karma. Incarnation 1 в 2016 году). По состоянию на 2017 год, группа «ZMEIRADUGA» — основной проект Джона Кукарямбы.
С 2008 года, войдя в постоянный состав группы EXIT Project, представляет собой музыканта, одновременно «успевающего всё» на сцене — от игры на диджериду, различных перкуссионных и электронных инструментах, до бурных танцев и пения, включающего чувственную мелодекламацию на неизвестных языках (альбомы EXIT project — Live in Golden Mask (2008), Живу LIVE (2007), LIVE SPLASHES, COLOR SPLASHES (2014—2015)). С 2006 года является постоянным барабанщиком и подмастерьем коллектива-мастерской под управлением Димы Равича «Большой Барабан», с которым неоднократно участвует в тематических российских фестивалях и акциях.
Ведёт активную концертную деятельность, как сольную, так и в составе различных коллективов («EXIT project», «Токэ-Ча», «Большой Барабан»).
В июне 2011 года совместно с известным ростовским музыкантом-экспериментатором Папой Срапой выступил на Фестивале экспериментальной музыки и девиантного творчества SREZ IV в Ростове-на-Дону.
С 2010 года, разработав собственную авторскую методику в стиле интерактивного спектакля, проводит в различных развивающих центрах, таких как Творческие Мастерские Центра современного искусства «Винзавод», занятия по ознакомлению с барабанами и перкуссией для детей и взрослых «Музыкальное Путешествие с Джоном Кукарямбой», а также различные мастер-классы.
Сотрудничает с театрами, в том числе привлекался для работы при открытии Гоголь-центра в Москве, в сессионном составе театральной студии SounDrama (этюд с молотками).
В 2014 году под руководством композитора Вячеслава Сержанова принимал участие в записи шумовых эффектов и перкуссии для мюзикла «Однажды в Одессе».
В декабре 2012 года вышел мультипликационный фильм «Голодный Шаман» по произведению Макса Фрая с музыкой группы «ЗмеиРадуга».
С осени 2017 года выступает в качестве перкуссиониста в акустическом составе группы «Юлия Теуникова и КоМПОзит».
Музыка Джона Кукарямбы звучит в 49 серии мультсериала Mr. Freeman.

## Проекты, в которых принимал участие
- ЗмеиРадуга[7]
- Exit Project[13][14]
- KU DREAMS[15]
- KU DANCE
- Оркестр интуитивной музыки
- Большой Барабан
- Токэ-Ча[16]
- Дети Picasso (период выхода альбомов «Иное вещество» и «Месяц Улыбок»)
- Город Макондо (проект Юлии Теуниковой)
- Трикату (далее переименована в Divya Taranga)
- Рада и Терновник (акустический состав)
- Регулярные Части Авантюристов[6][17]
- «Юлия Теуникова и КоМПОзит»
- Sanscreed Kanon